# Centauriebremraap
De centauriebremraap (Orobanche elatior, synoniem: Orobanche major) is een parasitaire, overblijvende plant, die behoort tot de bremraapfamilie (Orobanchaceae). De plant parasiteert op de grote centaurie (Centaurea scabiosa), vandaar de naam centauriebremraap. In Nederland komt de plant in Zuid-Limburg voor. De plant komt van nature voor in het westen en zuidwesten van Europa.
De plant wordt 15-70 cm hoog en heeft een roodachtige of geelbruine stengel die alle bladgroen mist.
De centauriebremraap bloeit in juni en juli met roze-rode, 1,8-2,5 cm grote bloemen, die later naar geelrood verkleuren. Op de bloemkroon zitten klierharen. De helmdraden zijn aan de voet behaard en steken niet buiten de kroonbuis uit. De stempel is geel. De kelkhelften van de kelk kunnen elkaar meestal aan de voet raken, maar kunnen ook zijn vergroeid. Aan de bloemen zit maar één schutblad.
De vrucht is een doosvrucht.
De plant komt voor in kalkgrasland.

## Namen in andere talen
- Duits: Große Sommerwurz
- Engels: Tall Broomrape, Knapweed Broomrape
- Frans: Orobanche élevée